# Hesperapis semirudis
Hesperapis semirudis är en biart som beskrevs av Cockerell 1910. Hesperapis semirudis ingår i släktet Hesperapis och familjen sommarbin. Inga underarter finns listade i Catalogue of Life.